# Целлюлит (липодистрофия)
Целлюлит (англ. cellulite) — особенность внешнего вида кожи, обусловленная структурными изменениями подкожно-жировой клетчатки. Внешне проявляется бугристостью кожи в виде «апельсиновой корки» при её стягивании, а на последних стадиях и в обычном состоянии. Это состояние кожи не является заболеванием, не входит в международную классификацию болезней и не требует лечения.
Целлюлит встречается у большинства половозрелых женщин. Распространённость среди женщин составляет 85-98 %, что указывает скорее на физиологический, чем патологический характер целлюлита. Причины образования целлюлита могут быть результатом сложного сочетания факторов, включая структурные, эндокринные (гормональные) и генетические (наследственные).
В российской косметической индустрии термин «целлюли́т» заимствован из англ. cellulite. В медицине тот же термин происходит от лат. cellulitis и означает воспаление подкожно-жировой клетчатки.

## Описание и причины возникновения
В подкожном слое расположены жировые клетки — адипоциты. Волокна, которые соединяют кожу с глубокими тканями, формируют ячейки, содержащие скопления жиров. Когда жировые клетки увеличиваются в размерах, эти «отсеки» образуют выпуклости на поверхности кожи. У женщин адипоциты крупнее мужских и обладают способностью накапливать больше жиров.
У целлюлита сложная (комплексная) этиология. Причины его возникновения включают гормональные факторы, генетические факторы, ожирение, изменения в метаболизме, физиологии, диете, диморфной архитектуре кожи в зависимости от пола, изменение структуры соединительной ткани. Однако разница в кровотоке или морфологии самой ткани с признаками целлюлита и при их отсутствии не была обнаружена при проведении обследований с помощью сонограмм и биопсии.
Ключевую роль в патофизиологии целлюлита играют ослабленные соединительные ткани, увеличенные жировые клетки и уменьшенная микроциркуляция в подкожном слое.
Целлюлит не является заболеванием и не влечёт вред здоровью. Преобладающее мнение медицинских работников сводится к тому, что это «нормальное состояние многих женщин и некоторых мужчин» («англ. normal condition for many women and some men»).
Целлюлит редко встречается у мужчин. Чаще встречается у мужчин с дефицитом андрогенов: синдром Клайнфельтера, гипогонадизм, посткастрационные состояния, а также у пациентов, получающих эстрогены при раке простаты.

## История
Целлюлит как состояние кожи был описан французским врачом в XIX веке. Широкая кампания против целлюлита началась в США в 1973 году с подачи владелицы нью-йорского косметического салона американки французского происхождения Николь Ронсар (Nicole Ronsard), которая «пугала» женщин этим состоянием кожи в своей книге Cellulite: those lumps, bumps, and bulges you couldn’t lose before. (Первое издание — в 1973 году Beauty & Health Publishing Corp. Переизданная в 1975 году издательством Bantam Books, «Cellulite» стала бестселлером.)
Н. Ронсар получила физкультурное и диетологическое образование во Франции и держала там косметический салон. В 1965 году она вместе с мужем-инженером Марселем эмигрировала в США и уже там на Манхеттене снова открыла косметический салон. Забеременев сыном Эриком, она закрыла салон и написала книгу Cellulite: Those Lumps, Bumps and Bulges You Couldn’t Lose Before, 200 000 экземпляров которой были проданы к 1975 году. Вёрсткой, оформлением, изданием и рекламой книги они с мужем занимались самостоятельно, создав для этого собственную компанию.
Н. Ронсар утверждает, что целлюлит вызван гелеобразной субстанцией, накапливающейся под кожей, и что такая субстанция не является жиром. Она построила свою концепцию целлюлита на «токсичности отходов», образующихся после употребления пищи, для устранения которых необходимо придерживаться строгой диеты. В составе такой диеты она включила сырые овощи, фрукты, постное мясо, птицу и рыбу, минимум соли, а также много воды, чтобы промыть ей пищеварительную систему. Кроме того, она рекомендует глубокое дыхание, физические упражнения вроде плавания, массаж для ослабления проявлений целлюлита и релаксацию для снятия напряжения, а курение и алкоголь должны быть исключены.
Концепция целлюлита Ронсар была охарактеризована врачами как религиозная, основанная на слепой вере. Критики указывают на то, что бугорки на коже вызваны естественным снижением эластичности кожи в процессе старения, на что Ронсар отвечала указанием на целлюлит у некоторых четырнадцатилетних девушек.
Диета, рекомендованная Н. Ронсар, не вызывает возражений у специалистов, они скорее поддерживают такую диету, как представляющую собой один из вариантов здорового питания. Они возражают только против утверждений Ронсар, что такая диета устраняет целлюлит.

## Классификация
Косметологи выделяют четыре стадии целлюлита:
1. Предцеллюлитная, первая стадия, «мягкий целлюлит» не имеет явно видимых признаков на коже. На эту стадию может указывать небольшая отёчность подкожных тканей и появление синяков от незначительных ударов. На этой стадии замедлен ток крови в капиллярах, увеличена проницаемость стенок мелких сосудов, несколько нарушены венозный отток и циркуляция жидкости в лимфатической системе.
2. Начальная (вторая) стадия — появляется отёчность подкожных тканей, В результате нажатий на коже остаются следы (вмятины), при взятии кожи в складку и при мышечном напряжении на поверхности кожи появляется бугристость (эффект «апельсиновой кожуры»). Возможна бледность кожи и снижение её эластичности. В кожу поступает мало кислорода.
3. Микронодулярная (третья) стадия, «жёсткий» целлюлит, при котором наблюдается липосклероз. При осмотре видна бугристость кожи (эффект «апельсиновой кожуры») в любом положении без специальных тестов. По сравнению со второй стадией прогрессируют отёчность и нарушение микроциркуляции крови и лимфы в подкожных тканях. Жировые клетки «спаиваются» в гроздья и формируются микроузелки, у перегородок жировой клетчатки снижена эластичность, они становятся грубыми, похожими на рубцы. Могут быть заметны отек тканей, капиллярные звездочки. При глубоком надавливании возможна небольшая боль.
4. Макронодулярная (четвёртая) стадия отличается крупными болезненными узелками в жировой ткани, «спаянными» с кожей. Узелки легко прощупываются при пальпации, встречаются твёрдые узелки и впадинки. Имеются участки кожи с разной температурой. В тканях отмечается застой лимфы, отёк, нарушен венозный отток крови и снабжение кожи и подкожной ткани кислородом.

Степень целлюлита и его прогрессирование или уменьшение оценивают с использованием различных методов. Чаще всего это пальпация, которая является весьма неточным методом диагностики. Также используются инструментальные методы — термография, макрофотография, магнитный резонанс, компьютерная томография и УЗИ.

## Предотвращение и устранение целлюлита
Для улучшения состояния кожи при целлюлите в разное время использовались различные препараты для местного применения, массаж, хирургические методы, а также пероральный приём растительных препаратов, употребление в пищу функциональных продуктов, изменения в привычках питания.
Современные советы по предотвращению целлюлита включают в себя соблюдение здоровой диеты, богатой фруктами, овощами и клетчаткой, поддерживание водного баланса за счет употребления большого количества жидкости, выполнение регулярных упражнений для поддержания мышц в тонусе, поддержание здоровой массы тела.
В частности, употребление в пищу сока черноплодной рябины (лат. Aronia melanocarpa) несколько снижает проявления целлюлита второй стадии.
В борьбе с целлюлитом широко распространены наружные косметические средства (кремы, скрабы, мази), используются инъекции коллагеназы, а также массаж, ультразвук и другие физиотерапевтические методы. Более инвазивные процедуры включают субцизии (ручные, вакуумные или лазерные), они выполняются в специализированных клиниках под местной анестезией.